# アルタン (ケレイト部)
アルタン（モンゴル語: Altan、? - 1309年）は、モンゴル帝国に仕えたムスリムの一人。
『元史』などの漢文史料では按攤(àntān)と記される。

## 概要
アルタンはテムルに仕えて宿衛（ケシク）長を務めていたが、父のエセン・ブカの職務を助けるため湖広行省に派遣され、中奉大夫・海北海南道宣慰使・都元帥の地位に至った。この頃、湖広行省の海康県は安南（陳朝）・占城といった体外勢力や反復常ならない海上諸島の勢力に隣接し不安定な状態にあったが、アルタンの威望によって帰服し朝貢を行ったという。
1309年（至大2年）には資徳大夫・中書右丞の地位に就いた。しかし、程なくして父が亡くなったことにより体調を崩し、病により亡くなった。1329年（天暦2年）、趙国公・中書左丞相に追封されている。

## ケレイト部シラ・オグル家
- トク・ブカ（Toq buqa ＞脱不花/tuō bùhuā）
- ケレゲイ（Keregei ＞怯烈哥/qièliègē）
- ビチクチ長シラ・オグル（Šira Oγul ＞昔剌斡忽勒/xīlà wòhūlè）
  - 中書右丞相ブルガイ（Bulγai ＞孛魯合/bólŭhé,بلغای اقا/bulghāī āqā）
    - 恒陽王エセン・ブカ（Esen buqa ＞也先不花/yĕxiān bùhuā）
      - 湖南行省左丞相イリンチン（Irinǰin ＞亦憐真/yìliánzhēn）
        - 太保中書右丞相チョスゲン（Čosgen ＞搠思監/shuòsījiān）

      - 広陽王トゥクルク（Tuqluq ＞禿魯/tūlŭ）
      - 湖南宣慰使ダシュ（Daš ＞答思/dásī）
      - 中政使ケレイ（Kerei ＞怯烈/qièliè）
      - 行浙東道宣慰使司都元帥アルタン（Altan ＞按攤/àntān）
        - 湖南道宣慰副使アヨン（Ayong ＞阿栄/āróng）

    - 御史台中丞ムバーラク（Mubaraq ＞木八剌/mùbālà）
    - 泉府大卿ダシュマン（Dašman ＞答失蛮/dáshīmán,داشمن/dāshman）
    - 四川省平章政事ブカ・テムル（Buqa temür ＞不花帖木児/bùhuā tièmùér）
- カラ・オグル（Qara Oγul ＞哈剌阿忽剌/hālà āhūlà）